# 7,5 cm FK 38
Le 7,5 cm Feldkanone 38, en abrégé 7,5 cm FK 38 pour Canon de campagne de 75 mm modèle 1938, est un canon de campagne allemand, produit par Krupp pour satisfaire une commande de l'armée brésilienne, mais seulement 64 pièces ont été livrées avant le déclenchement de la Seconde Guerre mondiale. En 1942, pour répondre aux exigences de la Wehrmacht, Krupp reprit la production et 80 exemplaires furent livrés à la Heer.

## Technique
Le FK 38 a un tube dérivé du 7,5 cm FK 18, allongé à 34 calibres, et est équipé d' un frein de bouche cylindrique, tout d'abord à 6 ouvertures, plus tard standardisé à 4. Les premières versions avaient des roues à rayons en bois, remplacées sur les productions de guerre par de roues en acier avec pneumatiques. Le canon est équipé d'une version semi-automatique de la culasse du FK 18 et utilise des munitions encartouchées en un seul fardeau, ce qui accrût la cadence de tir par rapport à son prédécesseur.